# Ixodes festai
Ixodes festai este o specie de căpușe din genul Ixodes, familia Ixodidae, descrisă de Rondelli în anul 1926. Conform Catalogue of Life specia Ixodes festai nu are subspecii cunoscute.